# 民猪
东北民猪，俗称黑猪，是起源于中国的东北地区的一个古老的猪品种。

## 类型简介
东北民猪共分大、中、小、三个类型。大体型类群俗称“大民猪”，成年体重在180～250 kg 以上。小体型俗称“荷包猪”，成年体重在70～80 kg。中型猪俗称“二民猪”。
大民猪和小民猪于20世纪五十年代中期几乎绝迹，目前仅在偏远山区农村有少量饲养。现存的东北民猪主要是中民猪，俗称二民猪，在东北和华北分布广泛。

## 歷史
300多年前由移民将河北的小型华北黑猪和山东的中型华北黑猪带到东北地区，经长期风土驯化和选择（动物）而成。

## 品种特征
全身毛为黑色，头部中等，耳大下垂。背腰部较平，单脊，乳头七对以上。四肢粗壮，后驱斜窄，猪鬃良好，冬季全身密生棕红色绒毛。

## 生产性能
东北民猪具有繁殖性能高，产仔多、泌乳量大、适应性强、产肉量大、肉质鲜美、杂交效果显著、等一系列特点。
繁殖力强，性成熟早，母猪约4月龄出现初情期,发情征候明显，受胎率高。初产平均11头,经产13头。繁殖利用年限长达6～7年。母性良好,泌乳力高。蓄脂能力强。活重90千克屠宰时，肾周脂肪约占胴体重的5%左右，腹外脂肪(皮下脂和肌间脂)占30%左右,而肌肉只占约45%。肉味香浓。与兰德瑞斯猪杂交，所得一代杂种产脂力强。在杂交利用繁育体系中，民猪多被用作母本，对于育成东北地区的新金猪、三江白猪等起过重要作用。